# جمعية الرياضيات في لندن
جمعية الرياضيات في لندن هي إحدى جمعيات الرياضيات في لندن (و منها جمعية الإحصاء الملكية ومعهد الرياضيات وتطبيقاتها).

## تاريخ
تأسست الجمعية في 16 يناير 1865, وأختير أوغست دو مورغان أول رئيس لها وعقدت أولى الجلسات في كلية لندن الجامعية، ولكن سرعان ما انتقل إلى جمعية برلنغتون، في بيكاديللي. منحت الجمعية الميثاق الملكي في عام 1965، بعد قرن على تأسيسها. في عام 1998 انتقلت الجمعية من جمعية برلنغتون إلى بيت دي مورغان (سميت تيمناً بأول رئيس للجمعية).الجمعية تنشر الكتب والمجلات الدورية. وتنظم المؤتمرات عن الرياضيات. ويوفر التمويل لتعزيز البحوث والتعليم في الرياضيات؛ وتمنح الجوائز والمنح الدراسية للمتميزين في البحوث الرياضية.

## المنشورات
وتشمل منشورات الجمعية ثلاث مجلات دورية مطبوعة:
- نشرة للجمعية الرياضية لندن.
- مجلة الجمعية الرياضية لندن.
- إجراءات للجمعية الرياضية لندن.

## جوائز
تمنح الجمعية بعض الجوائز للمتميزين في مجالهم وهذه قائمة بأسماء الجوائز
- ميدالية دو مورغان (كل ثلاث سنوات) — وهي أهم جائزة للجمعية;
- جائزة بوليا (عامين من أصل ثلاثة);
- جائزة بيرويك للكبار
- جائزة وايتهيد للكبار (مرة كل سنتين)
- جائزة نايلر و منصب محاضر
- جائزة بيرويك
- جائزة فروهليخ (مرة كل سنتين)
- جائزة وايتهيد (سنويا)